# Lampides fuscafasciata
Lampides fuscafasciata är en fjärilsart som beskrevs av Tutt 1907. Lampides fuscafasciata ingår i släktet Lampides och familjen juvelvingar. Inga underarter finns listade i Catalogue of Life.